# Jakob Liiv

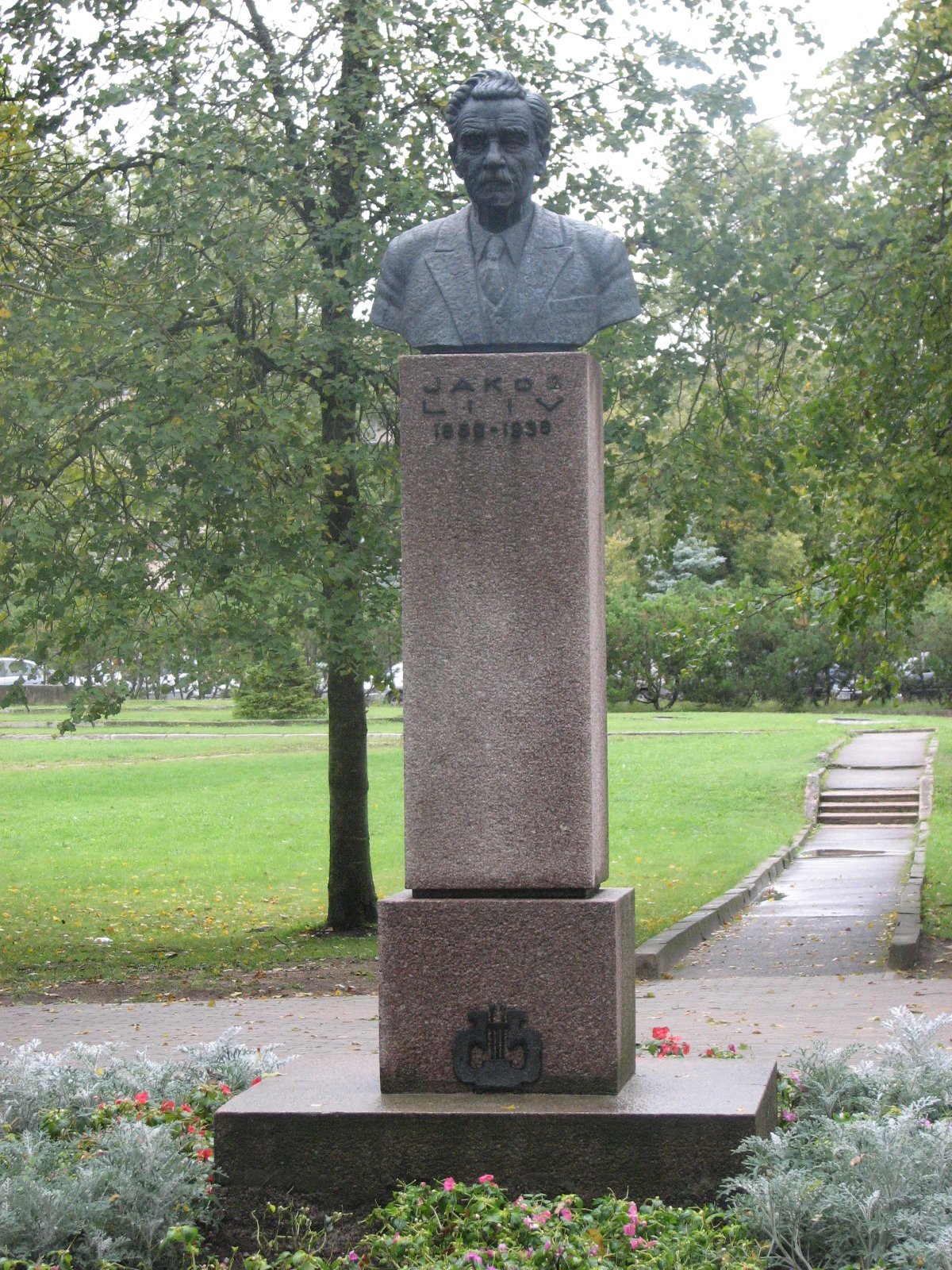
Jakob Liiv emlékműve Väike-Maarjában

Jakob Liiv (Alatskivi, 1859. február 8. –  Rakvere, 1938. január 17.) észt költő és drámaíró.

## Élete
Szegény családból származott, öccse a szintén író Juhan Liiv (1864–1913). 1878-ig a kodaverei plébánia iskolájába járt, majd Kavastuban és Väike-Maarja-ban tanárnak tanult. 1901-től mint segédtanító és plébános dolgozott. Később egy könyvesboltot alapított Väike-Maarjában. 
1913-ban Rakverében telepedett le, ahol banktisztviselőként kapott állást. A Rakvere Teataja című újságnak is dolgozott. Észtország 1918-as függetlenné válása után a politika felé fordult, 1919 és 1921 közt Rakvere polgármestere volt. Ő alapította meg a város színházát. Ezután 1926-ig mint általános iskolai tanár tevékenykedett. 
Sírja a rakverei temetőben van. 1938-ban emlékművet állítottak tiszteletére Väike-Maarjában, az alkotó Roman Haavamägi (1891–1964) szobrászművész volt. 

## Munkássága
Jakob Liiv észt nacionalista volt, támogatta a 19. században egyre erősödő észt emancipációs mozgalmakat, valamint az észtek önálló nyelvét és kultúráját. Szorosan együttműködött kora észt lapjaival és egyesületeivel. 
Irodalmi munkásságára mindenekelőtt a lírai formák mesteri használata jellemző. Korai költeményeiben idilli módon írta le szülőföldjét, a Peipus-Pszkovi-tó környezetének szépségét. Az orosz cári államhatalom oroszosítási törekvései miatt költészetébe melankolikus hangok is keveredtek, művészete csupán a századfordulón vált igazán valósághűvé.

## Válogatott művei
- Wiru-Kannel (versgyűjtemény, I: 1886, 1902, II: 1891, III: 1900)
- Leina-lilled (1894)
- Kõrbelõvi (1898)
- Musti lell (1899)
- Puujala Mats (1899)
- Kolmat aega vallavanem (színdarab, 1904)
- Jakob Liiv'i kirjatööd (antológia, I: 1906, II: 1910)
- Lüürilised laulud (versgyűjtemény, 1929)
- Päikese veerul (1933)
- Elu ja mälestusi (emlékiratok, 1936)
- Valitud teosed (összegyűjtött munkái, 1960)

## Fordítás
- Ez a szócikk részben vagy egészben  a   Jakob Liiv című német Wikipédia-szócikk ezen változatának fordításán alapul.  Az eredeti cikk szerkesztőit annak laptörténete sorolja fel. Ez a jelzés csupán a megfogalmazás eredetét és a szerzői jogokat jelzi, nem szolgál a cikkben szereplő információk forrásmegjelöléseként.